# Luna 1966A
Luna 1966A fu il terzo tentativo da parte dell'URSS di porre un satellite artificiale in orbita attorno alla Luna.

## La missione
La missione fu un insuccesso. Luna 1966A fu lanciata il 30 aprile 1966 ma a causa di un malfunzionamento del razzo vettore non raggiunse mai lo spazio.